# チョモル・アーグネシ
チョモル・アーグネシ（ハンガリー語: Csomor Ágnes、チョモル・アーギ, , ブダペスト, 1979年6月13日 - ）は、ハンガリー出身の女優。